# يورغن جاكوبسن
يورغن جاكوبسن (بالدنماركية: Jørgen Jacobsen)‏ هو لاعب كرة قدم دنماركي، ولد في 14 أكتوبر 1933، وتوفي في 26 أغسطس 2010. شارك مع منتخب الدنمارك لكرة القدم.